# Liste der Monuments historiques in Bruville
Die Liste der Monuments historiques in Bruville führt die Monuments historiques in der französischen Gemeinde Bruville auf.

## Liste der Objekte
| Bezeichnung                       | Beschreibung                      | Standort                        | Kennzeichnung | Schutzstatus | Datum | Bild |
| --------------------------------- | --------------------------------- | ------------------------------- | ------------- | ------------ | ----- | ---- |
| Reiterskulptur Heiliger Mauritius | Stein, Mitte des 14. Jahrhunderts | in der Kirche St-Maurice (Lage) | PM54000123    | Classé       | 1960  |      |